# Clabony
Clabony ist eine Siedlung im Parish Saint Andrew im Süden von Grenada.

## Geographie
Die Siedlung liegt zusammen mit Bylands im Inselinnern, oberhalb des Tales des Balthazar Rivers auf ca. 240 m Höhe.
Oberhalb des Ortes entspringt die Clabony Sulphur Spring. Der umgebende Wald steht im Mount St. Catherine Forest Reserve unter Naturschutz.